# Еллінський музей (Мельбурн)
Грецький музей (англ. Nafsika Stamoulis Hellenic Museum Limited Nafsika Stamoulis Hellenic Museum Limited) — музей в Мельбурні. Заснований у 2007 році бізнесменом і філантропом грецького походження Спіросом Стамулісом, розташований в міському центрі Мельбурну в колишній будівлі Мельбурнського монетного двору. Завдання Грецького музею полягає в сприянні «проведення свят, усвідомлення збереження культурної та мистецької спадщини давньої й сучасної Греції» . 
Нинішній керівник музею Гаррі Стамуліс продовжує діяльність батька у сфері розвитку культурного партнерства і філантропії.

## Експозиція
Музей має у своєму розпорядженні постійну експозицію, а також проводить тимчасові експозиції та заходи. 
Постійна експозиція музею охоплює колекцію кіпрських старожитностей Мері та Пітера Мітракасів, колекцію грецьких старожитностей Південної Італії Артура Трендала з Мельбурнського університету Ла Троб, колекцію литих стародавніх грецьких статуй, наданих Міністерством культури та Національним археологічним музеєм Греції, а також виставку, присвячену грецьким поселенням в Австралії з початку XIX століття до наших днів. 
У 2013 році Грецький музей уклав угоду про партнерство з афінським музеєм Бенаки, в рамках якої у 2014 році в Мельбурні була розміщена експозиція старожитностей терміном на десять років. 
Виставки, що проходять в Грецькому музеї, як правило, пов'язані з образотворчим мистецтвом, кіно, музикою, архітектурою, історією, культурою та освітою. 

## Будівля
Музей знаходиться у колишній будівлі Мельбурнського монетного двору, розташованій на розі Вільям-стріт і Латроуб-стріт у центрі Мельбурну. Будівля була побудована між 1869 і 1872 роками за проєктом архітектора Джона Кларка, який також розробив проєкт старої будівлі Скарбниці в Мельбурні . Будівля є архітектурною та історичною цінністю, як одна з найбільш дивовижних урядових будівель XIX століття в штаті Вікторія, і одним з небагатьох австралійських будинків в стилі «неоренесанс». Внесено до списку культурної спадщини. З 1872 до 1916 року тут карбувалися золоті монети (соверени та півсоверени), а з 1927 по 1967 рік — австралійські монети всіх номіналів. Мельбурнський монетний двір був офіційно закритий в 1972 році.